# 마티아스 하르긴
마티아스 하르긴(스웨덴어: Mattias Hargin, 1985년 10월 7일~)은 스웨덴의 은퇴한 알파인 스키 선수이다.